# Burner (Virginia Occidental)
Burner es un área no incorporada ubicada dentro del Distrito Greenbank, una división civil menor del condado de Pocahontas (Virginia Occidental), Estados Unidos. Está catalogada como un asentamiento humano por la Junta de Nombres Geográficos de los Estados Unidos.
El número de identificación (ID) asignado por el Servicio Geológico de Estados Unidos es 1554032.

## Geografía
Se encuentra a una altitud de 890 metros sobre el nivel del mar (2920 pies) según el conjunto de datos de elevación nacional.